# Rianna Valdes
Rianna Tei Valdes (* 3. September 1996 in Orlando, Florida) ist eine US-amerikanische Tennisspielerin.

## Karriere
Valdes spielt derzeit ausschließlich Turniere auf der ITF Women’s World Tennis Tour, bei der sie bislang einen Doppeltitel gewinnen konnte.

## College Tennis
2015 bis 2019 spielte Valdes für die Damentennismannschaft Trojans der University of Southern California.

## Turniersiege

### Doppel
| Nr. | Datum           | Turnier | Kategorie | Belag     | Partnerin      | Finalgegnerinnen               | Ergebnis           |
| --- | --------------- | ------- | --------- | --------- | -------------- | ------------------------------ | ------------------ |
| 1.  | 17. August 2019 | Concord | ITF W60   | Hartplatz | Angela Kulikov | Elizabeth Halbauer Ingrid Neel | 7:63, 4:6, [17:15] |